# ニュースの天才
『ニュースの天才』（ニュースのてんさい、原題: Shattered Glass）は、2003年のアメリカ映画。ビリー・レイ監督、ヘイデン・クリステンセン主演作品。1998年に起きたアメリカの権威ある政治雑誌『ニュー・リパブリック』の記者スティーブン・グラスによる記事の捏造事件を描く。

## あらすじ
本当に偉大な編集長は記者を守り戦ってくれる。政治雑誌『ニュー・リパブリック』の若い記者であるスティーブン・グラス（ヘイデン・クリステンセン）は母校の教室で恩師と後輩たちに、記者としての仕事ぶりを語る。「人が感動したり恐れたりするものを探し、当事者の目線で記事を書く」と述べるグラスは他誌からも記事の執筆依頼が来るような売れっ子であり、彼の書く記事は斬新な切り口で人気を集め、気配りのきく人柄から同僚達からも高く評価されていた。
ある日、部下たちからの信頼が厚かった編集長のマイケル・ケリー（ハンク・アザリア）がリパブリックの社長とのいざこざが元で解雇されてしまう。後任にはグラス達の元同僚であるチャック・レーン（ピーター・サースガード）が決まるが、記者としての能力は平凡で人望も薄いレーンを、グラスを始めとする記者たちは快く思っていなかった。
それから数か月後、グラスは少年ハッカーが大手コンピューターメーカーを恫喝して取り入り、社員として雇われた上に多額の報酬を得たという内容の「ハッカー天国」という記事を掲載する。この記事を目にしたインターネットマガジン『フォーブス・デジタル・ツール』の編集長は驚き、政治誌に出し抜かれたと憤慨し、何故このような特ダネを見逃したのかと部下の記者アダム・ペネンバーグ（スティーヴ・ザーン）に調査をさせる。そこでペネンバーグはその記事に登場するハッカーの少年や、恫喝されたコンピューターメーカーはおろか、記事内に登場する人物、会社すべてが実際には存在しない全くの捏造であることを突き止める。事の顛末を知ったレーンはグラスを詰問し、彼からそのコンピューターメーカーの電話番号やHPアドレス、記事内の人物の連絡先電話番号などを聞き出すが、それもペネンバーグらフォーブスの記者たちの電話取材によってでっちあげであることが突き止められてしまう。
レーンはグラスに事の真相を明かすよう追及するが、グラスは情報提供者のハッカーからだまされて鵜呑みにしてしまったとは認めたものの、逆にレーンに対し他社から吊るし上げられたのになぜかばってくれなかったのか、自分が前編集長マイケルを慕っていることへの嫌がらせだと憤慨する。日頃からレーンに不信感を抱いていた同僚たちも同調して、レーンがグラスの記者生命だけは絶たないようにフォーブスの編集長に掛け合うなど手を尽していたとは知らずに、このようなことは起こりうるとグラスをかばい、停職という厳しい処分を行おうとするレーンに対する態度をますます硬化させる。
レーンがより詳しい事の顛末を探るため調査をしていくと、グラスが取材に行ったと主張する場所は取材当日は閉鎖されていたなど、状況提供者に騙されていたのでなく、グラス自身が記事の内容を捏造していた証拠が出る。挙句、調査中にレーンに電話してきたコンピューターメーカーの社長とされる男は、グラスをだましたハッカーではなく、グラスのパロアルトに住む弟だと同僚記者の発言から悟る。レーンがグラスのパソコンや雑誌のバックナンバーなどを徹底的に調べた結果、｢ハッカー天国」は一からグラスが完全に捏造した記事であるだけでなく、ケリーが編集長を務めていた時期からグラスが記事の捏造行為を繰り返していたことが判明する。
あまりの行いに、見かねたレーンはグラスを即時解雇するが、グラスを信じるケイトリンは、精神的に参っているグラスになぜ追い打ちをかけるようなことをするのかとレーンを非難する。そんな彼女にレーンはグラスが日常的に記事の捏造を行なっていたこと、グラスの処分を穏便に済ますために最大限の努力を尽くしてきたことを告白する。そして何故今までそれが見逃されて来たのかといえば、彼の記事が「面白いから」であると認める。翌日、同僚記者全員に事実を説明しようと出社したレーンだったが、会議室の机には同僚記者がグラスの捏造を認め、全員が署名した謝罪文書が置かれていた。驚くレーンを一同は拍手で歓待する。
一方、母校で恩師と後輩たちに記者としての仕事ぶりを語っていたグラスも、同じように大きな喝采を受ける。と思うや、次の瞬間、教室には誰もいなくなる。母校で記者としての仕事ぶりを語る場面も、数々の捏造記事と同様にグラスの想像の産物であった。

## キャスト
| 役名                           | 俳優                         | 日本語吹替     |
| ------------------------------ | ---------------------------- | -------------- |
| スティーブン・グラス           | ヘイデン・クリステンセン     | 鈴村健一       |
| チャールズ・“チャック”・レーン | ピーター・サースガード       | てらそままさき |
| ケイトリン・アヴィー           | クロエ・セヴィニー           | 山田美穂       |
| アダム・ペネンバーグ           | スティーヴ・ザーン           | 山野井仁       |
| アンディ・フォックス           | ロザリオ・ドーソン           | 伊藤亜矢子     |
| エイミー・ブランド             | メラニー・リンスキー         | 込山順子       |
| マイケル・ケリー               | ハンク・アザリア             | 水野龍司       |
| ルイス・エストリッジ           | マーク・ブルーム             |                |
| カタリーナ・バニア             | シモーヌ＝エリーズ・ジラール |                |
| デイヴィッド・バック           | チャド・ドネーラ             |                |
| アーロン・ブルース             | ジェイミー・エルマン         |                |
| ロブ・グルーエン               | ルーク・カービー             |                |

- その他の声の吹き替え：嶋崎伸夫／金子由之／飯島肇／望月健一／中國卓郎／渡辺英雄／中村繪里子

## スタッフ
- 脚本・監督: ビリー・レイ
- 原案: バズ・ビッシンジャー
- 製作: クレイグ・バウムガーデン、アダム・メリムズ、ゲイ・ヒルシュ、トーヴ・クリステンセン
- 製作総指揮: マイケル・パサーネク、トム・オーテンバーグ、トム・クルーズ、ポーラ・ワグナー
- 撮影監督: マンディ・ウォーカー
- 美術: フランソワ・セガン
- 衣装: ルネ・エイプリル
- 編集: ジェフリー・フォード
- 音楽: マイケル・ダンナ
- キャスティング: カサンドラ・クルクンディス